# Кровавый навет
Крова́вый наве́т — необоснованные утверждения о том, что какая-либо группа людей совершает человеческие жертвоприношения, ест людей, использует их кровь в ритуальных целях и т. п. Предполагаемыми жертвами зачастую являются дети.

## Кровавый навет на ранних христиан
Открытое обвинение ранних христиан в принесении человеческих жертв с целью использования их крови в ритуальных целях впервые возникло в Римской империи в начале нашей эры. Ранний христианский теолог Тертуллиан в 200 году в своём трактате Апологетик писал про «всё то, в чём ложно обвиняют нас, а именно: сколько каждый из нас пожрал умерщвленных детей». В русском языке это явление традиционно обозначается словосочетанием «кровавый навет».
Эти обвинения в адрес христиан просуществовали по крайней мере до середины XIX века, когда вышла книга Г. Даумера, поддержанная в 1847 году Карлом Марксом: «Как известно, важнейшей вещью в христианстве является жертвоприношение. Даумер в своей недавно появившейся книге доказывает, что христиане по-настоящему закалывали людей и на своих священных трапезах причащались человеческим мясом и пили человеческую кровь».

## Кровавый навет на еретиков
В средние века особенно часто в употреблении крови обвинялись катары и вальденсы. Позже убийство и поедание младенцев стало встречаться среди обвинений в процессе преследования людей, подозреваемых в колдовстве. В 16 веке испанские мориски подвергались обвинениям в том, «что они отравляют воду и пищу христиан, пьют человеческую кровь». Последний процесс в средние века против христианских еретиков был направлен против фратичелли, живших в Анконской марке. Обвинения в ритуальном умерщвлении младенцев выдвигались в XVIII веке против хлыстов. Известный исследователь-этнограф В. Д. Бонч-Бруевич назвал эти обвинения «кровавым наветом на христиан». Подобные обвинения могли направляться не только на религиозных, но и на политических оппонентов, пуритане обвиняли в похищениях детей с целью людоедства кавалеров Карла I. Подобные обвинения случались и в адрес христианских миссионеров от жителей Китая, Мадагаскара и т. д.

## Кровавый навет на евреев
Эллинистические писатели, враждебно относившиеся к евреям и их религии, иногда обвиняли их в человеческих жертвоприношениях, как, например, в писаниях Апиона (I в. н. э.), жителя Александрии (ср. Иосиф Флавий, Апион 2:89-102).
В средневековье обвинения получили широкое распространение с XII века, вначале в Англии. С тех пор обвинения евреев в ритуальных убийствах христиан повторялись многократно, включая также и современность.
В Российской империи кровавые наветы на евреев появились после разделов Польши в конце XVIII века. Наиболее известные дела: Гродненское дело (1816—1830), Велижское дело (1823—1835), Дело Бейлиса (1911—1913).

## Мултанское дело
Процесс над группой крестьян-удмуртов из села Старый Мултан Малмыжского уезда Вятской губернии. В мае 1892 года 10 жителей этого села были обвинены в человеческом жертвоприношении языческим богам. В декабре 1894 года были оправданы трое, на третьем разбирательстве в мае — июне 1896 года все были оправданы.

## В фольклоре
Этнолингвист и филолог-славист О. В. Белова отмечает, что мотив людоедства достаточно распространен в народном фольклоре славян об этнических соседях (особенно в случае народа-завоевателя или наоборот автохтонного). Так в качестве людоедов могут выступать москали (у поляков), литва (у русских на Северо-Западе), евреи (у южных славян), чудь (на Русском Севере и Северо-Востоке, на Урале). Представления о ритуально-магическом употреблении «чужими» человеческой крови или о практике человеческих жертвоприношений, принятой у «чужих», может считаться типологической параллелью к мотиву людоедства.